# Кришталева імперія
«Кришталева імперія» (англ. The Crystal Empire) — роман американського письменника-фантаста та альтернативної історії Л. Ніла Сміта, виданий у 1986 році. Події розгортаються в альтернативному всесвіті, який має спільну з «Роками рису та солі» Кіма Стенлі Робінсона, «Ворота світів» Роберта Сілверберга та «У вищих сферах» Гаррі Тертлдава, точку розбіжності, де Чорна смерть вбиває набагато більше населення Європи, ніж це було насправді, відкривши шлях для мусульманського завоювання Європи. Чума також знищила Монгольську імперію, дозволивши виникнути на Далекому Сході замість неї владі Моголів.

## Короткий зміст сюжету
Седріх Седріхсон — ізгой із невеликої спільноти європейців, які втекли від подвійної небезпеки мусульманських загарбників, заснувавши колонію на східному узбережжі Північної Америки, сповідуючи культ, що походить як від християнства, так і від вікканських вірувань. Серед їхніх догматів — віра в те, що Христос продовжує страждати в пеклі до Страшного суду, а також покладання провини за чуму на використання заборонених технологій, таких як порох. Подорожуючи континентом, Седріхсон зрештою натрапляє на китайсько-ацтекське королівство на Заході, Кришталеву імперію «Хань-Мешіка», утворену синтезом китайських біженців від чуми з місцевою цивілізацією ацтеків. Ця надзвичайно технологічно просунута сила отримує свою наукову перевагу від використання психічних «Мрійників», які у великій установі на еквіваленті острова Алькатрас у нашому світі забезпечують Кришталеву Імперію проблисками альтернативних всесвітів і тим самим стимулювати її науку (один з прикладів — прийняття електричної лампочки як наслідок видіння Мрійника).

## Відгуки
«Кришталева імперія» була фіналістом премії «Прометей» 1987 року.
Kirkus Reviews визнав, що це «вражаюче уявлення, але надто амбітне» та «(с)злобне, але непереконливе», звинувачуючи Сміта в його «згорнутому письмі» та «викладі, який важко уявити». «Енциклопедія наукової фантастики» назвала твір «дещо заплутаним».